# Jurema Werneck
Jurema Pinto Werneck (Rio de Janeiro, 16 de dezembro de 1961) é uma ativista feminista, médica, pesquisadora, comunicóloga, cofundadora da organização não governamental Criola. É também Diretora-Executiva da Anistia Internacional no Brasil, desde fevereiro de 2017, e faz parte do quadro da direção do Global Fund for Women.

## Biografia
Jurema nasceu no Rio de Janeiro, filha do alfaiate Nilton de Souza Werneck e da costureira Dulcinéa Maria Pinto Werneck. Cresceu no Morro dos Cabritos, em Copacabana, e na Ilha do Governador. Após o ensino secundário, graduou-se em Medicina pela Universidade Federal Fluminense (1986), tendo sido a única aluna negra de sua turma. Após a graduação, trabalhou na Secretaria Municipal de Assistência Social do Rio de Janeiro e no Centro de Articulação de Populações Marginalizadas. Em 1992 foi uma das fundadoras da ONG Criola, de promoção dos direitos das mulheres negras.
É mestre em Engenharia de Produção pela COPPE-UFRJ (dissertação: Conhecimento, Poder e Gênero: o Desafio das Yalodês,2000) e doutora em Comunicação e Cultura pela Escola de Comunicação da Universidade Federal do Rio de Janeiro (tese: O Samba Segundo as Ialodês: mulheres negras e a cultura midiática, 2007).
Além de Diretora-executiva da Anistia Internacional Brasil, integra a diretoria do Global Fund for Women, os conselhos da ONG Criola, do Fundo Brasil de Direitos Humanos, do Greenpeace Brasil e da Vital Strategies Brasil. Cofundadora da organização não governamental Criola (1992), representou o Movimento Negro no Conselho Nacional de Saúde (2007-2012) e foi coordenadora geral da 14ª Conferência Nacional de Saúde (2011). Integrou o Grupo Assessor da Sociedade Civil da ONU Mulheres Brasil e o Comitê Técnico de Saúde da População Negra do Ministério da Saúde.
Como médica e ativista, Jurema pesquisa as condições de vida das mulheres negras e também faz o monitoramento de políticas públicas. Em 2021, ela prestou depoimento à CPI da COVID onde apresentou um estudo aos senadores que aponta que 120 mil vidas poderiam ter sido poupadas em 2020, primeiro ano de pandemia, se o governo brasileiro tivesse adotado as medidas preventivas, como distanciamento social, restrição a aglomerações e fechamento de escolas e comércio.

## Livros publicados
- Branquitude: diálogos sobre racismo e antirracismo (coletânea; vários autores). Fósforo,  2023.
- O samba segundo as ialodês: mulheres negras e cultura midiática. Hucitec, 2020.
- Mulheres negras na primeira pessoa (org. com Nilza Iraci e Simone Cruz). Redes Editora, 2012
- O livro da saúde das mulheres negras. Pallas, 2000.